# 13380 Ямамухаммед
13380 Ямамухаммед (13380 Yamamohammed) — астероїд головного поясу, відкритий 21 листопада 1998 року.
Тіссеранів параметр щодо Юпітера — 3,635.